# Helmut Heene
Helmut Heene (* 28. April 1936 in Mannheim) ist ein deutscher Manager und Funktionär sowie ehemaliger Senator.

## Leben
Heene legte 1954 das Abitur am Goethe-Gymnasium in Regensburg ab. Es studierte Betriebswirtschaftslehre an der Universität München und erwarb dort den Titel des Diplom-Kaufmanns. 1959 trat er in die Firma Streit+Co, eine internationale Spedition in Regensburg ein. Es handelt sich dabei um den Betrieb seiner Schwiegereltern. 1969 wurde er alleiniger Geschäftsführer und Mehrheitsgesellschafter dieser Firma. Ehrenamtlich war er bei Wirtschaftsjunioren, im Landesverband Bayerischer Spediteure, als Handelsrichter am Landgericht Regensburg, in Gremien der Industrie- und Handelskammer sowie für die Universität und Fachhochschule Regensburg tätig.
Heene wurde 1974 in die Vollversammlung der IHK Regensburg gewählt, von 1978 bis 1986 war er deren Vizepräsident, danach deren Präsident. Von 1989 bis 1995 gehörte er dem Vorstand des Deutschen Industrie- und Handelskammertages in Bonn an, ebenfalls 1989 wurde er Vorsitzender des Verkehrsausschusses. Von 1996 bis zur Auflösung 1999 gehörte er dem Bayerischen Senat an.

## Ehrungen
- Ehrenpräsidentschaft der IHK Regensburg[1]
- 1986: Bundesverdienstkreuz[2]
- Bayerischer Verdienstorden
- 1991: Bundesverdienstkreuz 1. Klasse[2]
- 2000: Großes Bundesverdienstkreuz